# 수신면
수신면(修身面)은 충청남도 천안시 동남구에 있는 면이다.

## 개요
수신면은 서쪽은 성남면, 남쪽은 청원군 옥산면과 세종특별자치시 전동면, 동쪽은 충청북도 청주시 청원구 오창읍 북쪽은 병천면과 성남면을 접하고 있으며 충청남북 도계이기도 하다.
천안군 2읍 10개면의 하나로, 본래 충청좌도 청주목 지역이었는데 1895년 고종 32년 지방관제개정 때 목천군에 편입되었다. 1914년 행정구역 통폐합으로 천안군에 편입되어 해정, 속창, 백자, 발산, 신풍, 장산, 복다회 7개리로 개편되어 일부는 성남, 병천에 편입되기도 하였다. 1973년 복다회리를 병천면에 편입시켜 현재 6개리를 관할하고 있다.

## 행정 구역
- 장산리 (長山里)
- 속창리 (涑倉里)
- 발산리 (鉢山里)
- 백자리 (百子里)
- 해정리 (海亭里)
- 신풍리 (新豊里)

## 교육
- 수신초등학교